# HD 93943
HD 93943，又名CP-58 2755，SAO 238514、HR 4239，是一颗恒星，视星等为5.91，位于銀經287.92，銀緯-0.06，其B1900.0坐标为赤經10h 45m 26.7s，赤緯-58° -0.06′ 40″。